# Pattern Room
Der Pattern Room (Musterraum) ist eine Waffensammlung, die in der britischen Royal Small Arms Factory angelegt wurde. Die umfangreiche Sammlung wurde von Royal Ordnance übernommen und letztendlich in den Bestand der Royal Armouries überführt.
Die Sammlung wurde mit einem Bestand gegründet, der 1841 nach einem Brand im Tower of London zur Royal Small Arms Factory nach Enfield ausgelagert wurde. Seitdem wurde von jedem Waffenmodell das dort gefertigt wurde, ein Muster in der Sammlung hinterlegt. Daher rührt auch der Name Musterraum (englisch pattern room).
Im Verlauf des Ersten Weltkrieges wurde die Sammlung internationalisiert, indem man andere Muster aus internationaler Herkunft in den Sammlungsbestand aufnahm.
Im Bestand befinden sich Feuerwaffen mit einem Kaliber bis zu 40 Millimeter. Die Sammlung umfasst mehrere tausend Waffen und wird vom National Firearms Centre (NFC) betreut.